# Пауль Мачі
Пауль Мачі (нім. Georg Friedrich Paul Matschie) (11 серпня 1861 — 7 березня 1926) — німецький зоолог, який працював у Зоологічному музеї Університету Гумбольдта в Берліні як куратор ссавців.

## Біографія
Мачі вивчав природничі науки і математику в університетах Галле і Берліна, але він не здавав іспити й не отримував кваліфікаційні ступені. Він приєднався до роботи в Берлінському музеї в 1886 році як неоплачуваний доброволець у кімнаті птахів. Мачі був поставлений на чолі відділу ссавців у 1892 році, ставши куратором у 1895 році і професором в 1902 — велике досягнення для людини без формальної кваліфікації. У 1924 році він став другим директором музею, але через два роки помер.

## Описані таксони

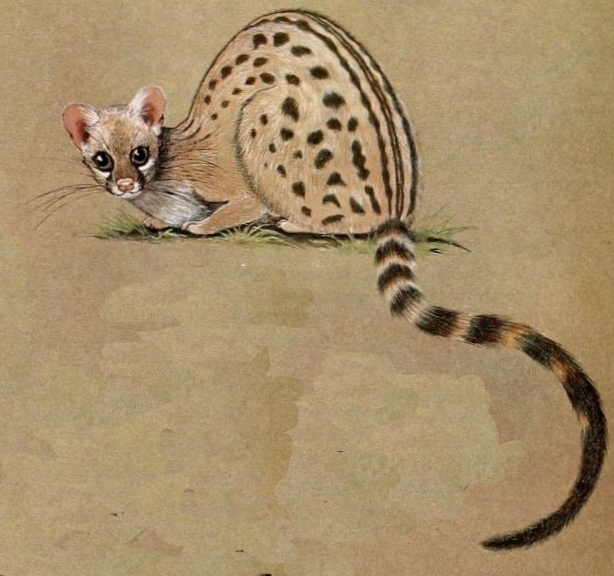
Genetta thierryi
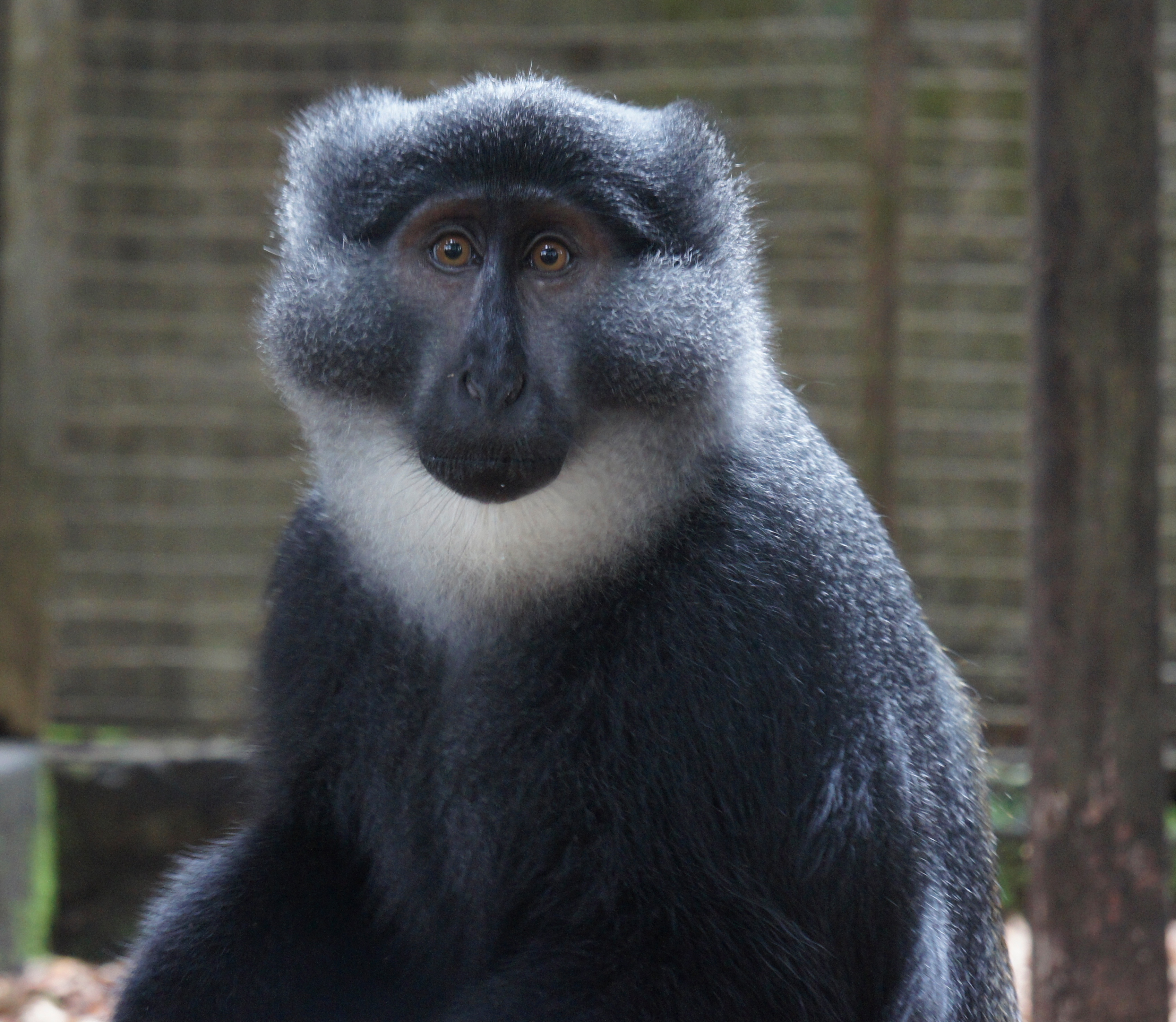
Cercopithecus preussi
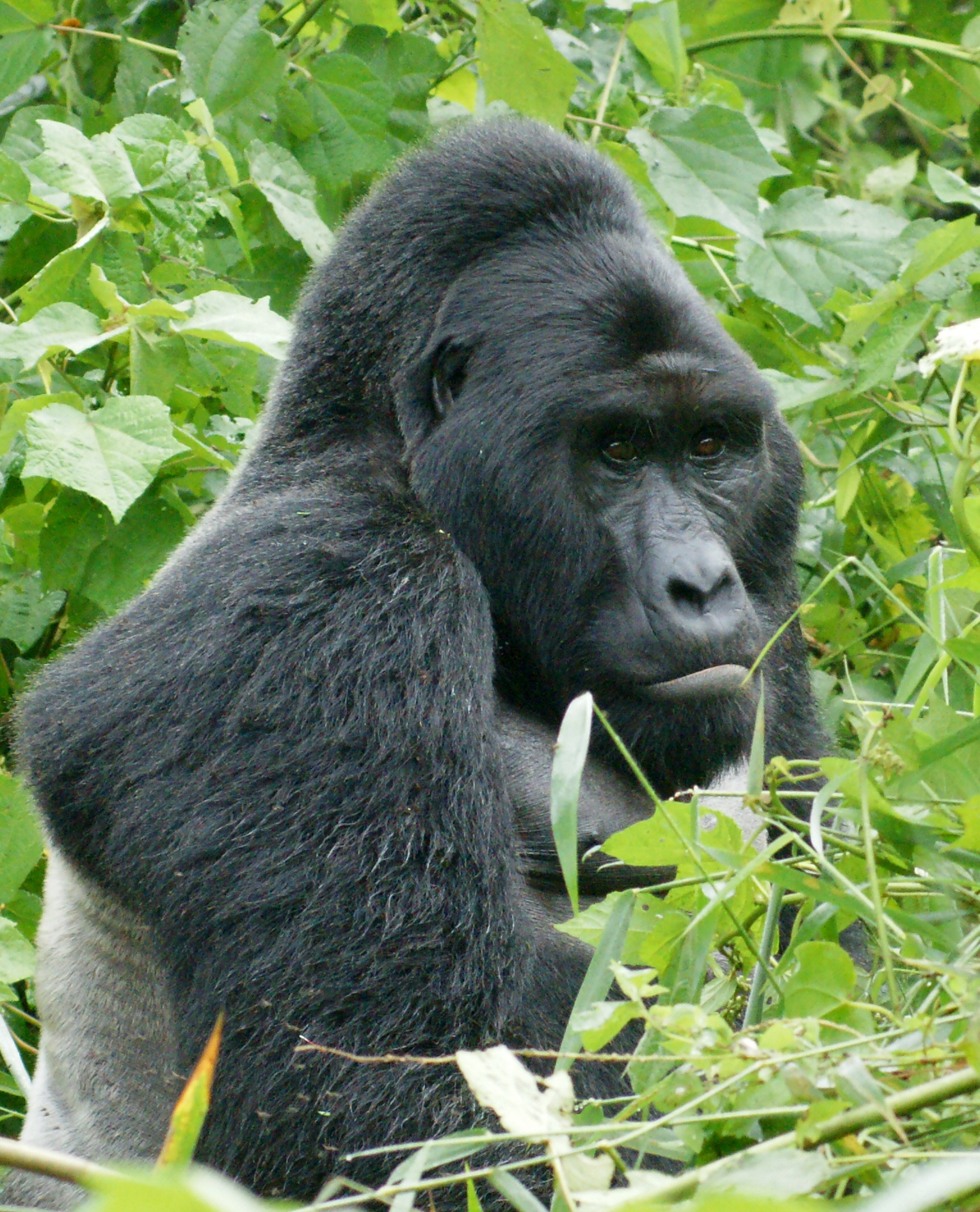
Горила східна
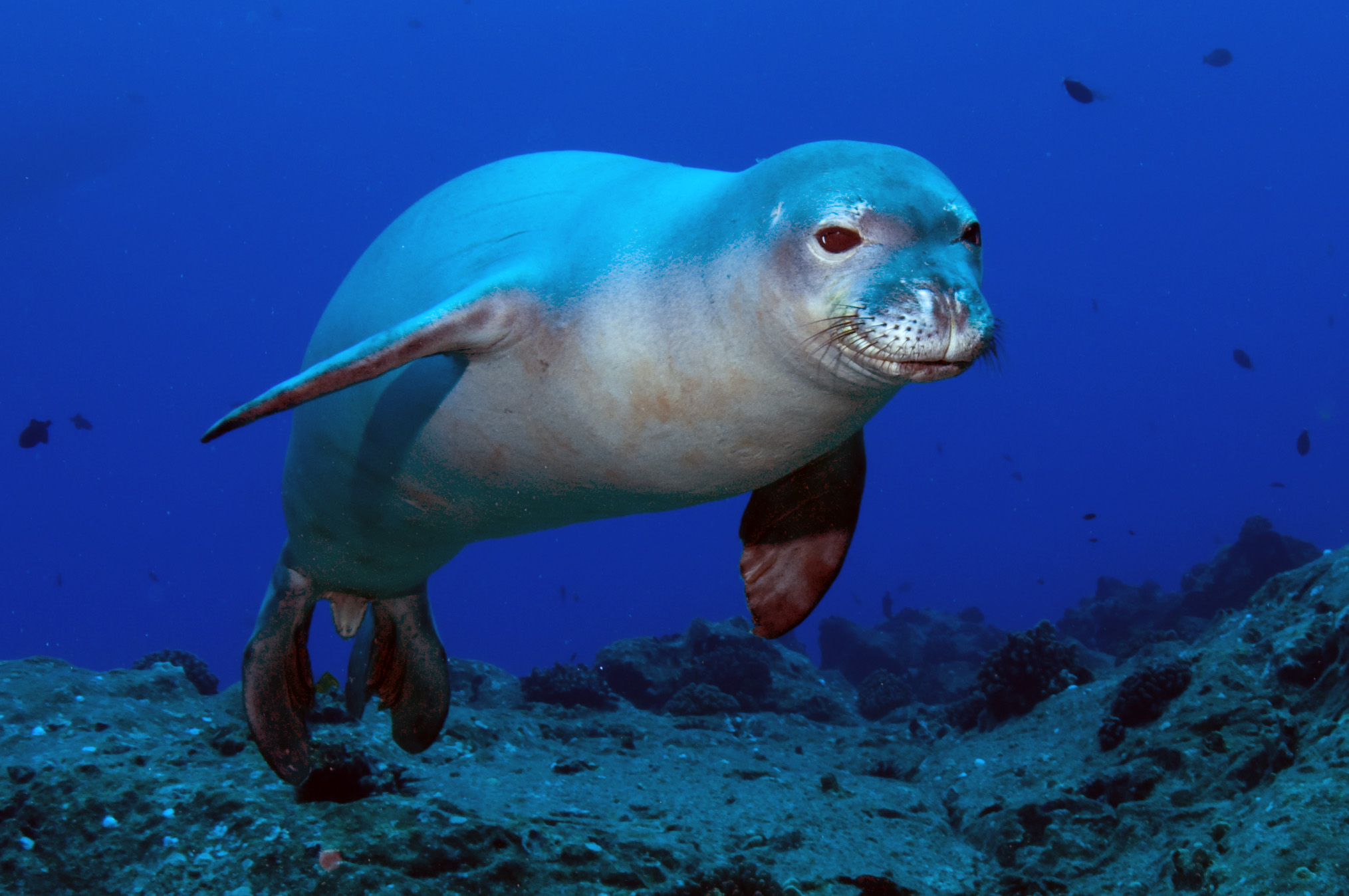
Тюлень-монах гавайський
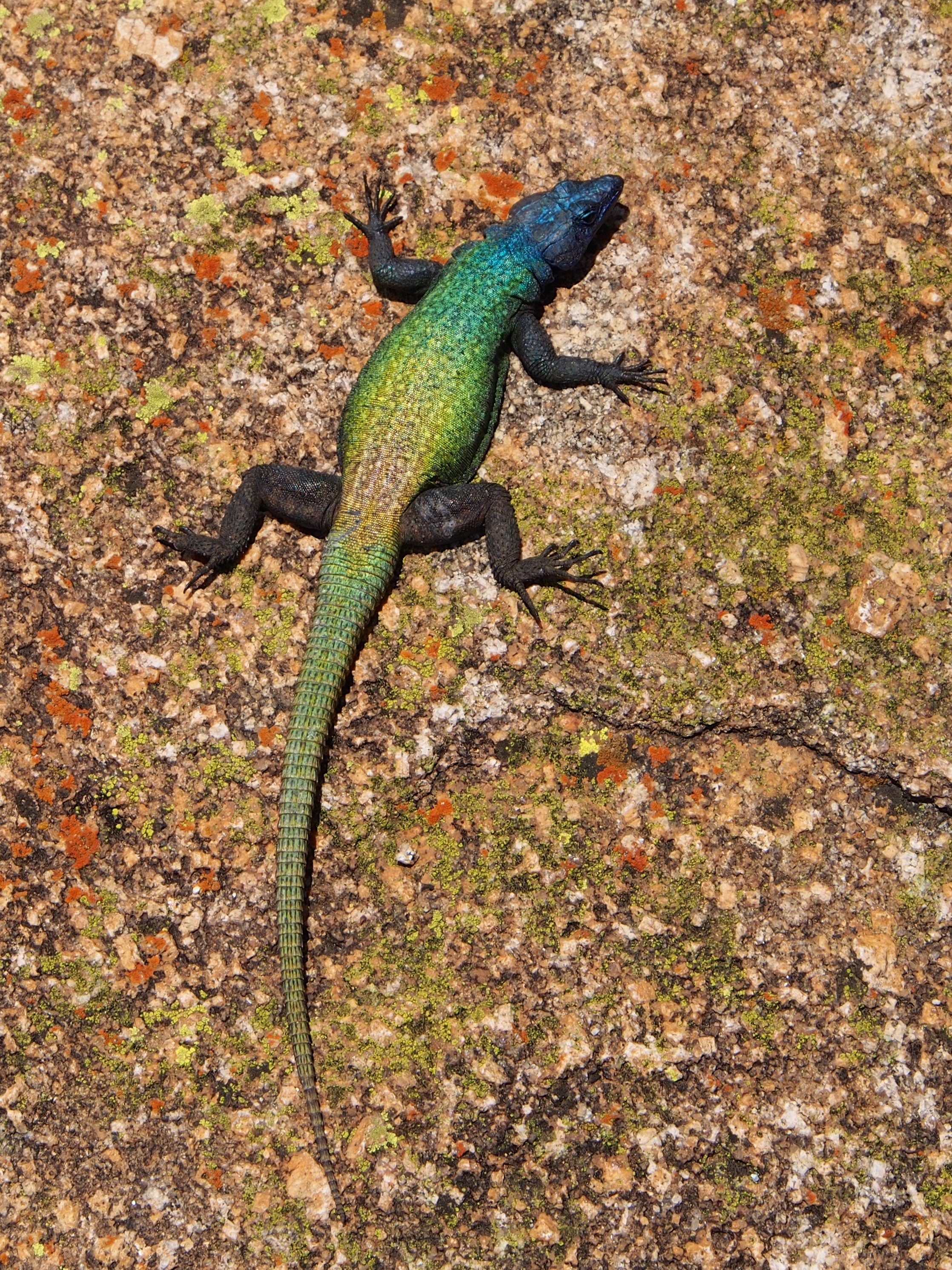
Platysaurus intermedius
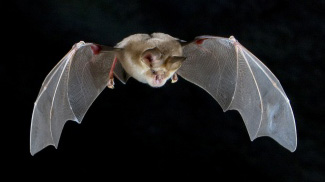
Підковик Мегея
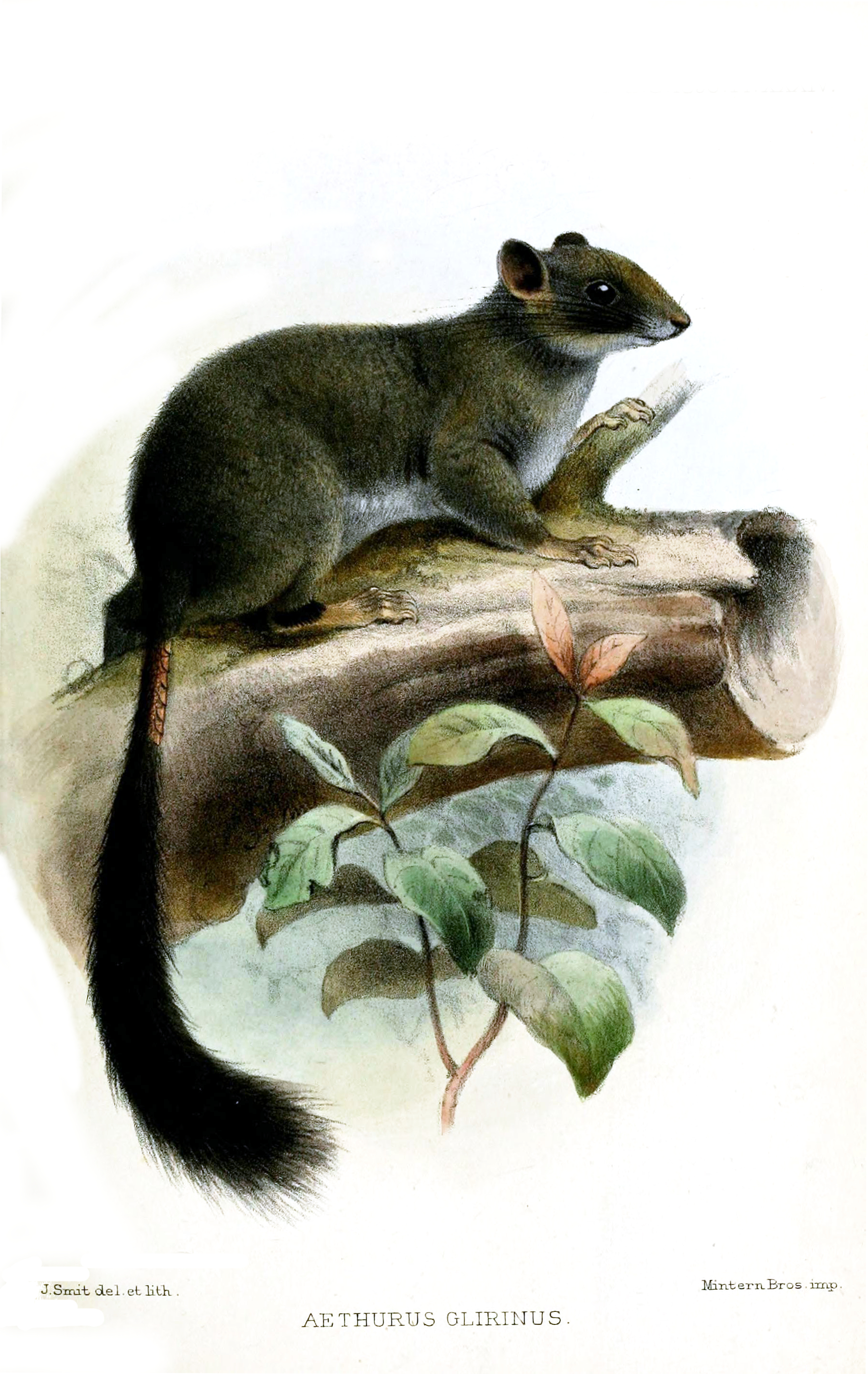
Zenkerella insignis

## Названі на честь вченого таксони
- Dendrolagus matschiei (Förster & Rothschild, 1907)
- Galago matschiei (Lorenz, 1917)